# نهائي كأس الدوري البرتغالي 2011
نهائي كأس الدوري البرتغالي 2011 هي المباراة النهائية من منافسة كأس الدوري البرتغالي 2010–11، أقيمت المباراة في 23 أبريل 2011، في ملعب مدينة كويمبرا، بين فريقي نادي بنفيكا، ونادي باسوش دي فيريرا، وفاز فيها نادي بنفيكا، بعد أن هزم نادي باسوش دي فيريرا، بنتيجة 2 - 1، وكان حكم المباراة بيدرو بروينسا.

## تفاصيل المباراة
لعبت المباراة النهائية في 23 أبريل 2011.
| نادي بنفيكا | 2 -1 | نادي باسوش دي فيريرا |
| ----------- | ---- | -------------------- |
|             |      |                      |